# Юрий Шишкин
Юрий Шишкин е бивш руски футболен вратар и треньор. Най-известен като футболист на ЦСКА Москва. В състава на „армейците“ Шишкин е в продължение на 10 сезона и има 117 мача в съветските Висша и Първа лига.

## Кариера
Кариерата на Шишкин започва в младежките формации на Факел Воронеж. След добрите изяви на юношеския турнир „Переправа-80“ е забелязан от съгледвачи на ЦСКА Москва. През 1981 г. Юрий преминава в тима на „армейците“. Дебютира на 2 май 1982 г. в мач срещу Черноморец (Одеса). Дълги години Шишкин е резерва на Валерий Новиков и не успява да пребори конкуренцията в състава. През 1987 г. е трети вратар, след като в тима е привлечен Вячеслав Чанов. През 1987 г. пази само за дублиращия тим на ЦСКА.
През 1988 г. новият треньор Сергей Шапошников се доверява на Юрий като основен страж на ЦСКА. Шишкин продължава да е първи избор под рамката и при Павел Садирин през 1989 г. и е с основен принос за класирането на „армейците“ в Висшата лига. На следващия сезон обаче Шишкин губи титулярното си място от младия талант Михаил Ерьомин и записва само 4 срещи.
През 1991 г. преминава в бразилския Рио Бранко. Юрий записва 7 мача в Кампеонато Паулиста, но отборът не успява да се класира за националното първенство. След смяната на ръководството в тима Шишкин е освободен. 
През 1993 преминава в Океан Находка. Въпреки добрите изяви на Шишкин (4 спасени дузпи през сезона, рекорд в руския футбол), Океан изпада. През 1994 г. пази половин година за КАМАЗ. След това преминава в корейския Чонам Драгонс. От 1996 до 1998 г.пази под рамката на вратата на Криля Советов. В Самара Шишкин изиграва най-силните си години. След това пази по 1 сезон за родния си Факел и Спартак Чукотка. От 2003 до 2004 г. е треньор на вратарите в Криля Советов. През януари 2013 отново става треньор на вратарите в Криля Советов.

## Успехи

### Клубни
- Съветска Първа лига – 1989

### Индивидуални
- Вратар на сезона в Руска Висша лига – 1993 (класация на Спорт-експрес)
- Най-много спасени дузпи в един сезон на руското първенство – 4 (през 1993 г.)